# فرهنگ عباسی
فرهنگ عباسی نام واژه‌نامه‌ای فارسی به فارسی است که در سال ۱۲۲۵ قمری توسط نایب الصدر بن محمدرضا مشهور به صدرالدین تبریزی تألیف شده. از آنجایی که کتاب به دستور عباس میرزای قاجار نوشته شده به آن فرهنگ عباسی می‌گویند. این کتاب شامل یک مقدمه دربارهٔ کلیات قواعد حروفچینی، شش باب در قواعد دستوری و یک خاتمه دربارهٔ استعارات و کنایات است.